# Дуба (притока Лімниці)
Дуба — потік в Україні, у Калуському районі Івано-Франківської області. Ліва притока Лімниці (басейн Дністра).

## Опис
Довжина річечки приблизно 8 км. Формується з багатьох безіменних струмків.

## Розташування
Бере початок на південному сході села Тужилів. Тече переважно на схід через Довге-Калуське і за 1,5 км на схід від села впадає у річку Лімницю, праву притоку Дністра.

## Історія
В кінці XIX століття на річці існували 3 водяні млини.